# Huizache de Serranos
Huizache de Serranos är en ort i Mexiko.   Den ligger i kommunen Manuel Doblado och delstaten Guanajuato, i den centrala delen av landet, 300 km nordväst om huvudstaden Mexico City. Huizache de Serranos ligger 2 003 meter över havet och antalet invånare är 272.
Terrängen runt Huizache de Serranos är varierad. Huizache de Serranos ligger uppe på en höjd. Runt Huizache de Serranos är det ganska glesbefolkat, med 47 invånare per kvadratkilometer. Närmaste större samhälle är Ciudad Manuel Doblado, 19,1 km väster om Huizache de Serranos. Trakten runt Huizache de Serranos består till största delen av jordbruksmark.